# Melitaea grossi
Melitaea grossi är en fjärilsart som beskrevs av Ahmet Ömer Koçak 1980. Melitaea grossi ingår i släktet Melitaea och familjen praktfjärilar. Inga underarter finns listade i Catalogue of Life.